# Paragonimus kellicotti
Paragonimus kellicotti ist ein Saugwurm, der als Parasit Menschen und krebsfressende Säugetiere (Hunde, Katzen, Schweine) befällt. Er ruft die Lungenform der Paragonimiasis hervor. Paragonimus kellicotti ist vor allem in Amerika verbreitet, der Lebenszyklus verläuft wie bei allen Paragonimidae über zwei Zwischenwirte.
Adulte sind in der Regel paarweise in Zysten in der Lunge des Endwirts anzutreffen. Der Parasit ist rundlich, rötlich-braun und 7,5–16 × 4–8 mm groß. Die Außenhaut ist mit schuppenartigen Dornen besetzt. Der Bauchsaugnapf liegt etwas vor der Körpermitte. Die Artdiagnose kann anhand der Dornen erfolgen. Sie sind bei P. kellicotti sehr groß und haben mehrere Spitzen. Die Eier sind goldbraun, 80–118 × 48–60 μm groß und haben einen etwas abgeflachten Deckel (Operculum).